# OR2G3
Olfaktorni receptor 2G3 je protein koji je kod ljudi kodiran OR2G3 genom.
Olfaktorni receptori formiraju interakcije sa molekulima mirisa u nosu, čime se inicira neuronski respons koji izaziva percepciju mirisa. Oni su odgovorni za prepoznavanje i G proteinima posredovanu transdukciju mirisnih signala. Proteini olfaktornih receptora su članovi velike familije G protein spregnutih receptora (GPCR). Poput mnogih receptora za neurotransmitere i hormone, olfaktorni receptori imaju strukturu 7-transmembranskog domena. Oni su kodirani genima sa jednim eksonom. Geni olfaktornih receptora su najveća familija genoma. Nomenklatura gena i proteina olfaktornih receptora je nezavisna od drugih organizama.

## Literatura
- Malnic B, Godfrey PA, Buck LB (2004). „The human olfactory receptor gene family.”. Proc. Natl. Acad. Sci. U.S.A. 101 (8): 2584—9. PMC 356993 . PMID 14983052. doi:10.1073/pnas.0307882100.
- Gregory SG; Barlow KF; McLay KE;  . (2006). „The DNA sequence and biological annotation of human chromosome 1.”. Nature. 441 (7091): 315—21. PMID 16710414. doi:10.1038/nature04727.

## Spoljašnje veze
- OR2G3+protein,+human на 